# Valea Ursului (Ponoarele), Mehedinți
Valea Ursului este un sat în comuna Ponoarele din județul Mehedinți, Oltenia, România.